# إسعاف (فلم)
إسعاف فيلم وثائقي فلسطيني طويل للمخرج محمد جبالي، يوثق الفيلم خلال 80 دقيقة تفاصيل الواقع المأساوي في قطاع غزة أثناء الحرب، والذي أنتج في العام 2016 في فلسطين والنرويج. ليكون الجمهور شاهدا على الآثار للحرب، متجاوزاً السرد البسيط لوقائع الحرب ليقودنا لإستكشاف قدرة الصمود الهائلة التي يتحلى به مواطنو غزة. رُشّح الفيلم لجائزة "السلام النرويجي" من بين 11 فيلمًا مشاركًا، ونال مخرجه جائزة بي بي سي للصحفي الشاب، وعُرض ضمن أيام مهرجان شيفيلد للأفلام المنظم من قبل الهيئة الملكية للأفلام في عمان.

## قصة الفيلم
يسرد الفيلم بصيغة المتكلم وبأسلوب بسيط وقائع الحرب على غزة خلال 50 يوماً من القصف الإسرائيلي في عام 2014. من خلال أعين محمد جبالي، الشاب الغزي الذي ينضم إلى فريق سيارة الإسعاف مع بداية الحرب. كيف يمكن لشخص أن ينشأ وسط تهديد دائم؟ كيف يمكن لمحمد أن يجد مكاناً له في بلد محاصر لا يبدو أن هناك مستقبلاً واضحاً فيه؟ نعايش الحرب ونرى الموت والدمار الذي يحيط به من خلال نظرة محمد وهو يكبر بين جثث الضحايا والعائلات المذعورة، وسط الخطر المستمر من الموت المفاجئ، في مواجهة ظلام الحرب وفوضاها، يتعلم محمد الاعتماد على قائد الفريق وزملائه في الطاقم، الذين يقدمون له الدعم لصنع فيلم يعبر عن معاناة وأمل أهل غزة.